# Amargeti
Amargeti (griechisch Αμαργέτη) ist eine Gemeinde im Bezirk Paphos in der Republik Zypern. Bei der Volkszählung im Jahr 2021 hatte sie 162 Einwohner.
In der Gemeinde stehen die Kirchen Agios Georgios (griechisch Άγιο Γεώργιο) und Zoodochos Pigi (griechisch Ζωοδόχο Πηγή).

## Name
Möglicherweise hängt der Name Amargeti mit dem fränkischen Frauennamen Amargueti zusammen. Eine verbreitete Ansicht besagt, dass der Name der Gemeinde von einer Prinzessin namens Margot stammt, der Amargeti gehörte.

## Lage und Umgebung

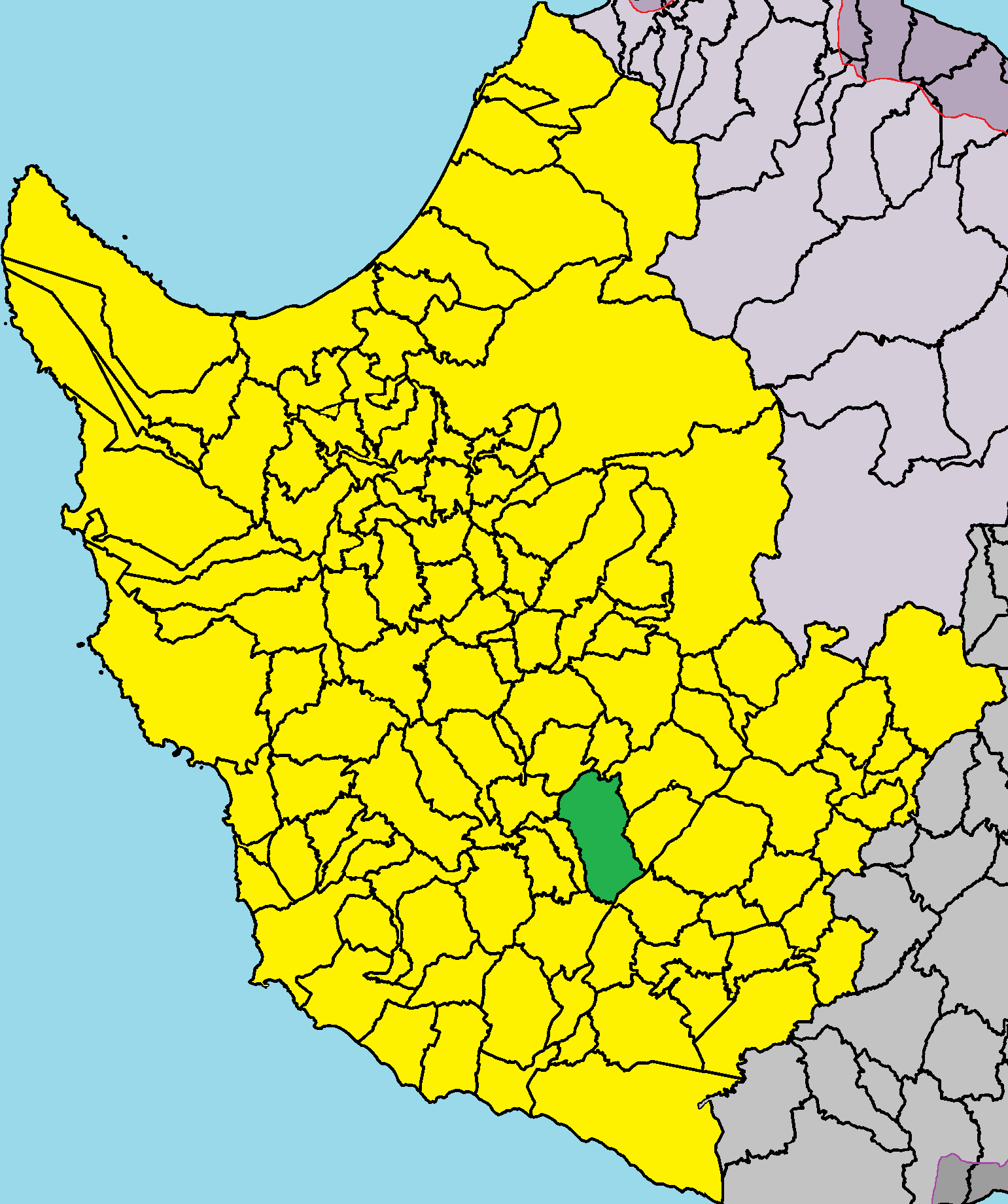
Lage im Bezirk Paphos

Amargeti liegt im Westen der Mittelmeerinsel Zypern auf einer Höhe von etwa 380 Metern, etwa 25 Kilometer östlich von Paphos. Die Landschaft des Ortes wird durch das Flussnetz der Flüsse Ezousa im Westen und Xeropotamos im Osten geteilt. Das 15,0919 Quadratkilometer große Dorf grenzt im Norden an Lemona, im Nordosten an Falia, im Osten an Pentalia und Agia Marina Kelokedaron, im Süden an Stavrokonnou, im Südwesten an Nata, im Westen an Eledio und im Nordwesten an Pitargou. Das Dorf kann über die Straße E606 erreicht werden.
Im Dorf werden Weinreben, Mandelbäume, Oliven, Getreide und Obstbäume wie Apfel-, Birnen- und Pfirsichbäume angebaut.

## Geschichte
In der Gegend von Amargeti wurden Skulpturen und Statuen mit Inschriften auf ihren Sockeln aus hellenistischer und römischer Zeit entdeckt. Während der fränkischen und venezianischen Zeit war Amargeti ein Lehen.

### Bevölkerungsentwicklung
Laut den in Zypern durchgeführten Volkszählungen lebten bis 1958 Zyperngriechen und Zyperntürken in Amargeti, wobei die Zyperngriechen mehr waren. Während der interkommunalen Unruhen von 1958 verließen am 2. Juli 1958 alle Zyperntürken das Dorf und zogen nach Axylou. Sie kamen nie zurück. 1975, nach der türkischen Invasion von 1974, zogen sie nach Nordzypern. Die Zyperngriechen blieben in Amargeti. Das zyperntürkische Viertel der Gemeinde existiert nicht mehr.
Die folgende Tabelle zeigt die Bevölkerung des Dorfes gemäß den in Zypern durchgeführten Volkszählungen.
| Jahr      | 1881 | 1891 | 1901 | 1911 | 1921 | 1931 | 1946 | 1960 | 1976 | 1982 | 1992 | 2001 | 2011 | 2021 |
| Einwohner | 328  | 384  | 444  | 465  | 495  | 493  | 653  | 551  | 478  | 380  | 247  | 171  | 209  | 162  |